# Illes Palliser

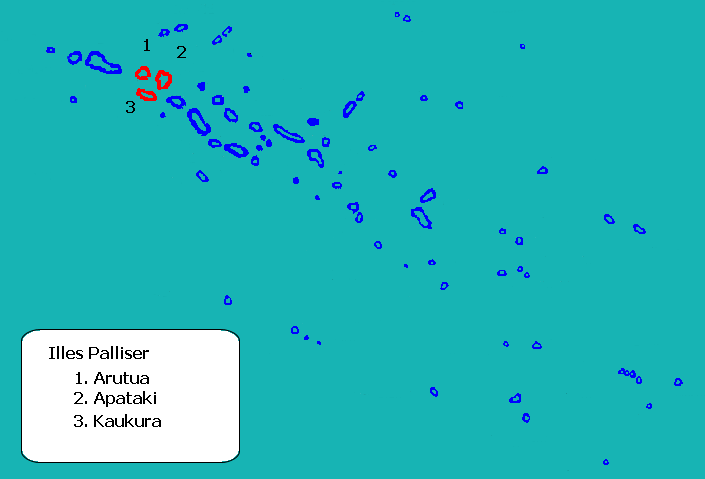
Localització de les illes Palliser a les Tuamotu.

Les illes Palliser són un grup d'atols de les Tuamotu, a la Polinèsia Francesa. Són:
- Arutua
- Apataki
- Kaukura
- Toau

A vegades també s'inclou l'atol més pròxim:
- Niau

Els tres primers formen la comuna d'Arutua. Els altres dos són de la comuna de Fakarava.
El nom de Palliser es deu a l'admirall sir Hugh Palliser, protector de James Cook que hi va arribar el 19 d'abril del 1774. Abans, el 21 de maig del 1722, el neerlandès Jacob Roggeveen havia descobert Apataki i Arutua, i va anomenar el grup com illes Pernicioses (Schadelijk) nom que es va usar també per tot l'arxipèlag. Niau, més petit, no va ser descobert fins al 1820 per Fabian von Bellingshausen.